# サレンダー (エルヴィス・プレスリーの曲)
「サレンダー」（Surrender）は、エルヴィス・プレスリーの1961年の曲。ジャンバッティスタ・デ・クルティスとエルネスト・デ・クルティスが作詞作曲した1902年のナポリ民謡「帰れソレントへ」を、ドク・ポーマスとモルト・シューマンが改作した。1961年に米国と英国でナンバーワンヒットとなった。この曲はドク・ポーマスとモルト・シューマンが、プレスリーに作った25曲のうちの1曲である。 この曲は多くのアーティストにカバーされた。

## 参加メンバー
- エルヴィス・プレスリー - ボーカル
- ザ・ジョーダネアーズ - バッキングボーカル
- スコティ・ムーア - エレクトリックギター
- ハンク・ガーランド - アコースティックギター
- ボブ・ムーア - ダブルベース
- D・J・フォンタナ - ドラムス
- バディー・ハーマン - パーカッション
- フロイド・クラマー - ピアノ
- ブーツ・ランドルフ - サクソフォーン

## チャート
| チャート (1961-2005)              | 最高 順位 |
| --------------------------------- | --------- |
| ヨーロッパ・シングルチャート      | 8         |
| フランス (SNEP)                   | 92        |
| ドイツ (GfK Entertainment charts) | 6         |
| アイルランド (IRMA)               | 25        |
| イタリア (Musica e dischi)        | 2         |
| オランダ (Single Top 100)         | 20        |
| ノルウェー (VG-lista)             | 2         |
| UK シングルス (OCC)               | 1         |
| US Billboard Hot 100              | 1         |